# مارلا کروزس
مارلا کروزس (انگلیسی: Marella Cruises) شرکت ترابری بریتانیایی است، که در سال ۱۹۷۳ تأسیس شد.